# Velociraptor in Jurassic Park
Il Velociraptor è diventato celebre grazie alla sua apparizione nel franchise di Jurassic Park, in cui compaiono numerosi esemplari. La loro prima apparizione avviene nel romanzo Jurassic Park di Michael Crichton, pubblicato nel 1990, seguito dall'adattamento cinematografico del 1993 diretto da Steven Spielberg, che ha dato origine a una serie di film. Nonostante il nome, Crichton si ispirò fortemente al più grande Deinonychus per la sua descrizione dei Velociraptor, e questa interpretazione fu poi mantenuta nei film. I raptor sullo schermo furono realizzati con diverse tecniche di produzione, tra cui l'animatronica di Stan Winston e la CGI di Industrial Light & Magic (ILM).
Nel film Jurassic World (2015) viene introdotto un gruppo di raptor addestrati nell'ambito di un programma di ricerca. Tra questi spicca Blue, che torna nei sequel Jurassic World - Il regno distrutto (2018) e Jurassic World - Il dominio (2022). L'idea dei raptor addestrati fu concepita da Spielberg, produttore esecutivo della saga di Jurassic World. Blue è uno dei dinosauri più amati del franchise Jurassic Park/World e, insieme a Rexy, il celebre Tirannosauro, è diventato uno dei preferiti dai fan.

## Storia

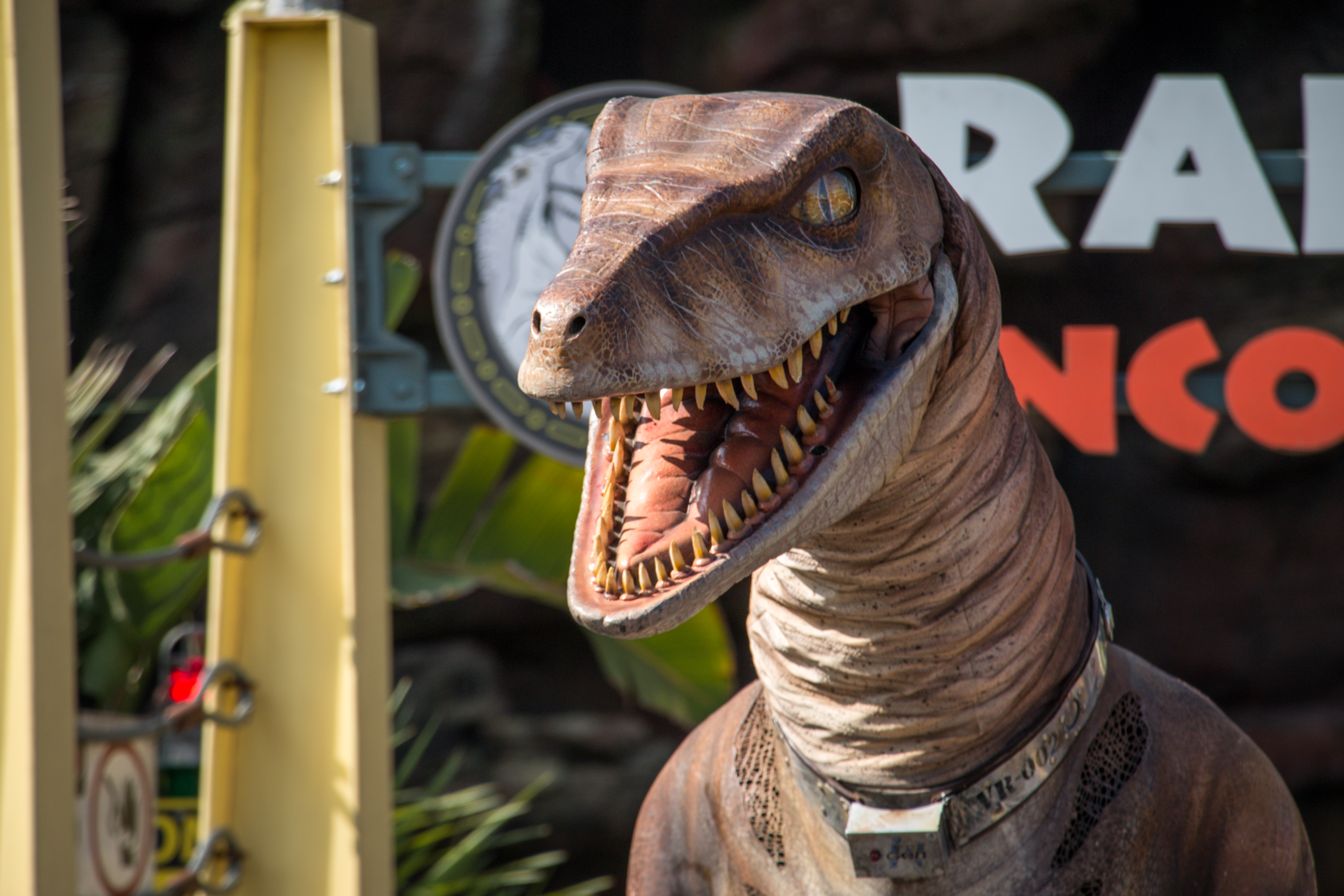
Un artista in costume da Velociraptor agli Universal Studios di Hollywood.

Nel romanzo originale di Michael Crichton e nel suo adattamento cinematografico, i dinosauri vengono geneticamente modificati dalla InGen per un parco a tema situato sulla fittizia Isla Nublar. I Velociraptor sono ritratti come cacciatori di branco estremamente intelligenti e capaci di risolvere problemi, raggiungendo velocità fino a 60 miglia all'ora. Terrorizzano i protagonisti e sono responsabili di diverse morti, tra cui quella di Ray Arnold. Inoltre, perseguitano Lex e Tim Murphy nella celebre scena ambientata nella cucina del centro visitatori. I raptor sono sotto la supervisione del guardiano del parco, Robert Muldoon, che finisce ucciso da loro nel film.
Nel romanzo, il parco alleva otto Velociraptor, anche se si scopre che altri si sono riprodotti altrove sull'isola. Nel film, inizialmente vi sono otto esemplari, ma un grande raptor ne uccide cinque, diventando il capobranco degli altri due. Durante la fuga nel centro visitatori, uno dei raptor viene intrappolato nel congelatore della cucina, mentre gli altri due vengono uccisi dal Tirannosauro, noto come Rexy.
I raptor appaiono anche nel romanzo sequel Il mondo perduto di Crichton e nella sua trasposizione cinematografica, Il mondo perduto - Jurassic Park (1997), entrambi ambientati sull'isola abbandonata di InGen, Isla Sorna, dove tornano a terrorizzare e uccidere diversi personaggi. Un nuovo gruppo di Velociraptor con dimorfismo sessuale compare in Jurassic Park III (2001), anch'esso ambientato su Isla Sorna. In questo film, il paleontologo Alan Grant afferma che l'intelligenza dei raptor supera quella di cetacei e primati, ipotizzando che, senza l'estinzione dei dinosauri, avrebbero potuto diventare la specie dominante sulla Terra. Egli teorizza inoltre che la loro intelligenza derivi dalla capacità di comunicare attraverso camere di risonanza, teoria confermata quando incontra i raptor di InGen sull'isola.
In Jurassic World (2015), Blue è il più anziano dei quattro Velociraptor addestrati da Owen Grady per un programma di ricerca su Isla Nublar, sede di un nuovo parco a tema. Lei e le sue sorelle, Charlie, Delta ed Echo, vengono impiegate per dare la caccia all'Indominus rex, un dinosauro ibrido fuggito. Tuttavia, riconoscono l'Indominus come loro nuovo alfa e si rivoltano contro Owen. Più tardi, Blue è la prima a cambiare schieramento, aiutando Owen a combattere l'Indominus. Dopo la morte delle sue compagne per mano dell'ibrido, Blue partecipa alla battaglia finale insieme a Rexy e al Mosasaurus, che infine uccide l'Indominus. Con l'evacuazione del personale e dei visitatori, Blue rimane libera di vagare per l'isola, diventando l'ultimo Velociraptor sopravvissuto su Isla Nublar. Altri raptor di Isla Sorna appaiono nei media correlati, tra cui Jurassic World - Nuove avventure, Jurassic World - Teoria del caos e Jurassic World Dominion: Dino Cams.
Tre anni dopo, in Jurassic World - Il regno distrutto  (2018), i dinosauri di Isla Nublar sono minacciati da un'eruzione vulcanica imminente. Owen parte per salvare Blue, che viene ferita gravemente durante la cattura. Dopo un'operazione d'emergenza per salvarle la vita, Blue viene trasportata alla tenuta Lockwood, nel nord della California, per fornire una trasfusione di sangue all'Indoraptor, un nuovo ibrido. Tuttavia, il dinosauro fugge e semina il caos. Durante la battaglia finale, Blue affronta e uccide l'Indoraptor, salvando Owen, Claire Dearing e Maisie Lockwood. Dopo essersi liberata ancora una volta, Blue condivide un momento con Owen prima di scomparire nella natura selvaggia.
Blue ritorna in Jurassic World - Il dominio  (2022), ambientato quattro anni dopo Il regno distrutto. Ora vive nelle montagne della Sierra Nevada, vicino alla famiglia di Owen, e ha avuto una cucciola, Beta, attraverso riproduzione asessuata. Quando Maisie e Beta vengono rapite dai mercenari della Biosyn per scopi di ricerca, Owen promette di riportarle indietro. Dopo aver mantenuto la promessa, Blue e Beta si riuniscono e tornano nella natura selvaggia.

## Caratterizzazione

### Accuratezza scientifica

#### Dimensioni

Un diagramma di confronto delle dimensioni tra un Velociraptor reale (verde) e un Velociraptor di Jurassic Park (arancione) insieme a un umano (blu)

Il vero Velociraptor era un dinosauro relativamente piccolo, alto circa 60 cm (2 piedi) e lungo 1,8 metri (6 piedi). Tuttavia, nel franchise di Jurassic Park, l'animale è rappresentato con dimensioni molto più grandi rispetto alla sua controparte reale. Il design dei raptor nei film si basa in realtà sul più grande Deinonychus.
Durante la stesura di Jurassic Park, Michael Crichton si ispirò in parte al libro Predatory Dinosaurs of the World (1988) di Gregory S. Paul, che classificava il Deinonychus come una specie di Velociraptor. Paul sosteneva infatti che diversi generi di dinosauri dovessero essere raggruppati sotto un'unica denominazione.

#### Altri tratti
Il paleontologo Jack Horner ha lavorato come consulente scientifico per i dinosauri nei film della saga. Inizialmente, nella scena della cucina del primo Jurassic Park, i Velociraptor avrebbero dovuto avere una lingua biforcuta, simile a quella dei serpenti. Tuttavia, Horner si oppose a questa scelta, ritenendola scientificamente inaccurata, poiché avrebbe suggerito un legame con i rettili a sangue freddo. Per mantenere l'idea che i dinosauri fossero a sangue caldo, Spielberg decise invece di includere una scena in cui un raptor sbuffa contro il vetro di una porta della cucina, appannandolo.

## Accoglienza
L'adattamento cinematografico di Jurassic Park ha reso il Velociraptor celebre presso il grande pubblico e ha ispirato il nome dei Toronto Raptors, squadra di basket professionistica fondata nel 1995. Tra le scene più iconiche del film vi è quella ambientata in cucina, considerata una delle più memorabili dell'intera saga.

## Altre apparizioni
Oltre ai film, Blue è un personaggio principale della serie animata Jurassic World - Nuove avventure e appare nei videogiochi Jurassic World: il gioco e Jurassic World Alive. È protagonista di una miniserie in realtà virtuale in due parti, Jurassic World: Blue, distribuito per visori Oculus VR come tie-in de Il regno distrutto. La miniserie segue Blue su Isla Nublar durante l'eruzione vulcanica.
VelociCoaster, un'attrazione degli Universal Studios di Orlando, include animatronici di Blue e delle sue sorelle, che hanno un ruolo chiave nell'esperienza del percorso. Inoltre, nella versione rinnovata della giostra di Jurassic Park a Hollywood, Blue appare come personaggio di supporto, inviato da Owen per aiutare i visitatori a fuggire, guidandoli verso una via di salvezza.